# Gajac (Chorwacja)
Gajac – wieś w Chorwacji, w żupanii licko-seńskiej, w mieście Novalja. W 2011 roku liczyła 84 mieszkańców.